# The Rescue (filme de 1917)
The Rescue é um filme mudo norte-americano de 1917, do gênero drama, dirigido por Ida May Park e estrelado por Lon Chaney. Ida May Park também escreveu o roteiro do filme, juntamente com Hugh McNair Kahler.

## Elenco
- Dorothy Phillips - Anne Wetherall
- William Stowell - Kent Wetherall
- Lon Chaney - Thomas Holland
- Gretchen Lederer - Nell Jerrold
- Molly Malone - Betty Jerrold
- Claire Du Brey - Henriette
- Gertrude Astor - Sra. Hendricks